# بی پاینز (فلوریدا)
بی پاینز (به انگلیسی: Bay Pines) یک منطقهٔ مسکونی در ایالات متحده آمریکا است که در شهرستان پاینلاس، فلوریدا واقع شده‌است. بی پاینز ۵٫۸ کیلومتر مربع مساحت و ۲٬۹۳۱ نفر جمعیت دارد و ۳ متر بالاتر از سطح دریا قرار دارد.